# Monte Bigo
Il monte Bigo è una montagna antartica di 1980 m sul Lisiya Ridge nella penisola di Magnier, nella Terra di Graham, che si staglia a sud-ovest del monte Perchot vicino alla Bigo Bay.  Scoperto durante la quarta spedizione antartica francese (1908–1910), gli venne dato il nome da Jean Charcot.

## Mappe
- British Antarctic Territory.  Mappa topografica scala 1:200000. DOS 610 Series, Sheet W 65 64.  Directorate of Overseas Surveys, Tolworth, UK, 1971.